# Тригониоидиды
Тригониоидиды (лат. Trigonioididae) — семейство вымерших пресноводных двустворчатых моллюсков из надсемейства Trigonioidoidea отряда Trigoniida. Представлены в осадочных образованиях мелового периода Средней Азии, Казахстана, Монголии, Китая, Лаоса и Таиланда.
Таксон описан английским учёным Лесли Р. Коксом (1897—1965) в 1952 году. В 1965 году советский палеонтолог Герберт Мартинсон выполнил классификацию тригониоидид, в которой выделил пять родов для этого семейства.

## Классификация
- † Americunio Guo, 1986
  - † Americunio asinaria Reeside, 1957
- † Eotrigonioides Ma, 1989
  - † Eotrigonioides antiqua Gu & Ma, 1976
- † Linotrigonioides Guo, 1987
  - † Linotrigonioides cancellatus Guo, 1987
- † Multiplicanaia Yu and Zhang, 1984
  - † Multiplicanaia tujingziensis Yu & Zhang, 1984
- † Nippononaia Suzuki, 1941
  - † Nippononaia (Arctonaia) Yu, 1987
  - † Nippononaia (Eomartinsonella) Yu, 1987
  - † Nippononaia (Eonippononaia) Guo, 1981
  - † Nippononaia yanjiensis Gu, 1976
- † Подсемейство Peregrinoconchinae Gu, 1976
  - † Peregrinoconcha Chen & Lan, 1976
  - † Pseudohyrioides Ma, 1984
  - † Songhuanaia Gu, 1976
    - † Songhuanaia songhuaensis Gu, 1976

  - † Trigonioides Kobayashi & Suzuki, 1936
    - † Trigonioides (Didymotrigonioides) Gu, 1976
    - † Trigonioides (Diversitrigonioides) Gu, 1976
    - † Trigonioides (Wakinoa) Yang, 1976
    - † Trigonioides (Xizangotrigonioides) Guo, 1986

  - † Yeniella Modell, 1964